# Format (media)
Een format of programmaformule is in de amusementswereld de opzet en vorm (het concept) van een programma, zoals een tv-programma.
Op formats voor televisieprogramma's kan intellectueel eigendom worden geclaimd, zodat het format niet zonder licentie door anderen kan worden gebruikt. Ook bij concerten en festivals wordt gesproken van een format.
Het format van bijvoorbeeld het muziekprogramma The Voice was in 2013 in meer dan 150 landen op de televisie te zien.

## Intellectueel eigendom
Wat betreft het intellectueel eigendom van formats voor televisieprogramma's is het niet altijd duidelijk of een nieuw format wezenlijk verschilt van een al bestaand format. Het programma Big Brother werd destijds als een heel nieuw format gezien (en als een nieuw genre: realitysoap). Latere programma's in hetzelfde genre, zoals Fear Factor, werden door Endemol gezien als gebruikmakend van hetzelfde format.
Een Nederlandse bedenker van nieuwe formats is Henny Huisman, die met name in de jaren tachtig formats verzon die nog steeds worden gebruikt. Hierover is nogal wat discussie ontstaan. Huisman zou volgens anderen de formats niet zelf hebben bedacht. Een andere bedenker van formats was Jack Gadellaa.